# Dantrolene
Il dantrolene sodico è un rilassante muscolare postsinaptico in grado di ridurre l'accoppiamento eccitazione-contrazione nelle cellule muscolari. Raggiunge questo risultato inibendo il rilascio di ioni Ca2+ dalle riserve del reticolo sarcoplasmatico antagonizzando i recettori della rianodina.

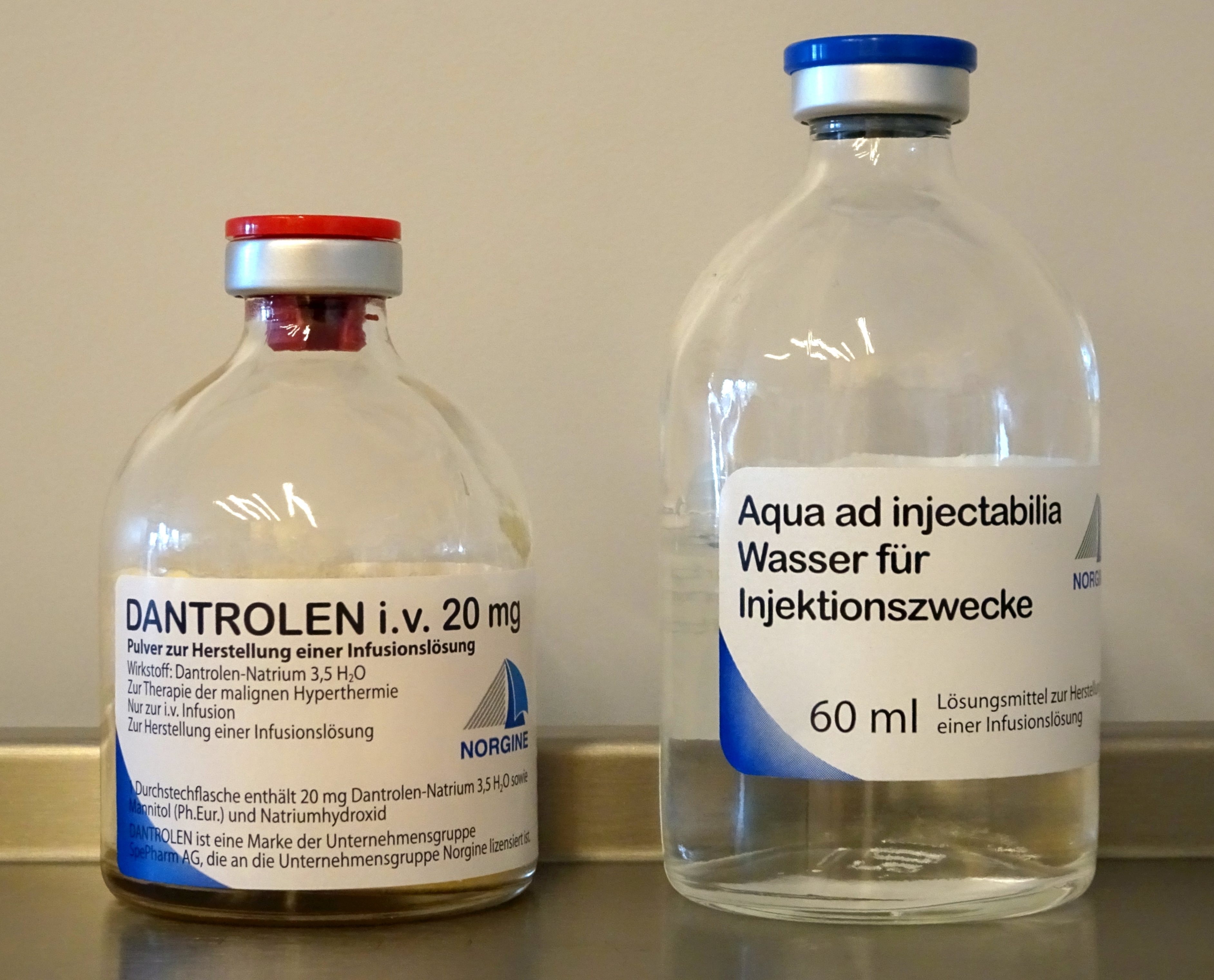
Flacone di Dantrolene 20 mg e flacone di acqua per preparazioni iniettabili

È il farmaco principale utilizzato per il trattamento e la prevenzione dell'ipertermia maligna, una malattia rara e potenzialmente letale innescata dall'anestesia generale. Viene anche utilizzato nella gestione della sindrome neurolettica maligna, spasticità muscolare (ad esempio dopo ictus, paraplegia, paralisi cerebrale o pazienti con sclerosi multipla) e avvelenamento da 2,4-dinitrofenolo, e composti correlati. È un farmaco appartenente alla classe delle idantoine.

## Farmacologia

### Indicazioni
È destinato all'impiego, in combinazione con adeguate misure di supporto, nella gestione dell'ipermetabolismo acuto dei muscoli scheletrici tipico delle crisi di ipertermia maligna ed in pazienti di tutte le età. Viene inoltre impiegato in ambito pre e postoperatorio, al fine di prevenire o attenuare lo sviluppo di segni clinici e di laboratorio dell'ipertermia maligna in individui considerati suscettibili.

### Farmacodinamica
Il dantrolene appartiene alla categoria dei rilassanti muscolari scheletrici ad azione diretta ed attualmente rappresenta l'unico trattamento specifico ed efficace per l'ipertermia maligna. In studi su preparazioni isolate in vitro di muscolo e nervo, il dantrolene ha dimostrato di indurre il rilassamento muscolare agendo oltre la giunzione neuromuscolare, influenzando la risposta contrattile del muscolo stesso. Nel muscolo scheletrico interrompe il processo di accoppiamento tra eccitazione e contrazione, presumibilmente interferendo con i canali del rilascio di ioni calcio (Ca2+) dal reticolo sarcoplasmatico. Nella sindrome di ipertermia maligna indotta dall'anestesia, le evidenze indicano la presenza di un'anomalia intrinseca nel tessuto muscolare scheletrico. In alcuni individui selezionati, si ipotizza che i fattori scatenanti come gli anestetici generali e gli agenti bloccanti neuromuscolari depolarizzanti, producano una modificazione all'interno della cellula che comporta un aumento del calcio mioplasmatico. Tale aumento del calcio mioplasmatico attiva processi catabolici cellulari acuti che sfociano nella crisi di ipertermia maligna. Si ipotizza che l'aggiunta di dantrolene alle cellule muscolari ipertermiche maligne attivate, permetta di ripristinare un livello normale di calcio ionizzato nel mioplasma.

### Meccanismo d'azione
Agisce riducendo l'accoppiamento tra eccitazione e contrazione nel muscolo scheletrico, attraverso l'interazione con il recettore di ryanodina 1 e la conseguente diminuzione della concentrazione di calcio all'interno della cellula. I recettori di ryanodina svolgono un ruolo chiave nel rilascio del calcio dal reticolo sarcoplasmatico, tappa fondamentale nel processo di contrazione muscolare.

### Metabolismo
Probabilmente viene metabolizzato nel fegato, principalmente attraverso enzimi microsomiali epatici. I suoi principali metaboliti nei fluidi corporei sono il 5-idrossidantrolene e un metabolita acetilamminico del dantrolene. Sembra esserci un altro metabolita di struttura sconosciuta correlato al metabolita acetilamminico. Inoltre, il farmaco può subire idrolisi e successiva ossidazione, formando acido nitrofenilfuroico.

### Tossicità
La dose letale 50 (DL50) somministrata per via orale nei ratti è di 7400 mg/kg. I sintomi che possono manifestarsi in caso di sovradosaggio includono, ma non si limitano a, debolezza muscolare e alterazioni dello stato di coscienza come ad esempio letargia e coma, vomito, diarrea e presenza di cristalli nelle urine.

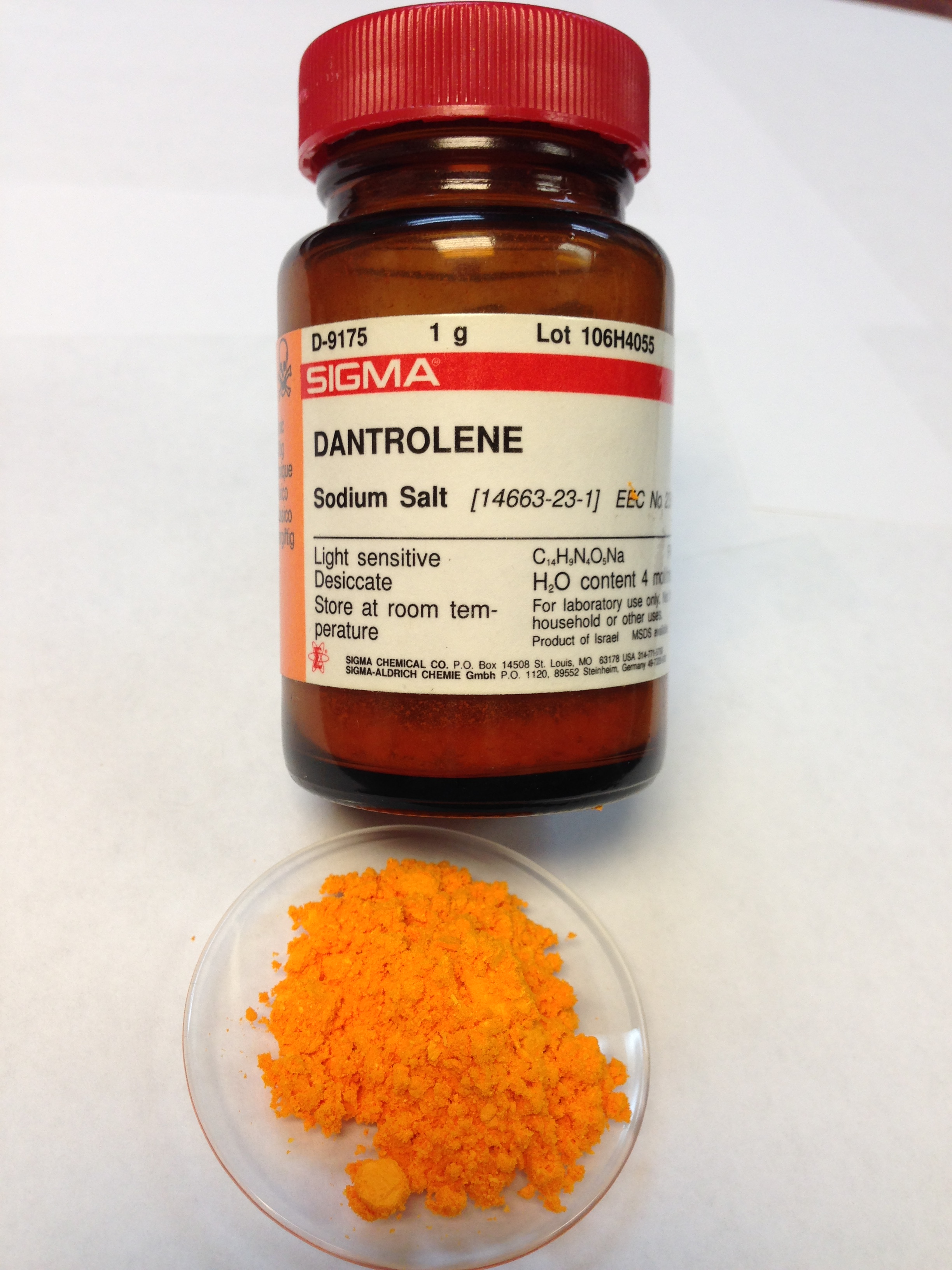
Dantrolene sale sodico